# Champ magnétique moyen
Le champ magnétique moyen représente le champ terrestre observé sur des périodes de temps suffisamment longues pour effacer les fluctuations instantanées. Le champ moyen est donc quasiment constant sur de courtes durées.